# 李本瀅
李本瀅，SBS（1951年4月14日—），原名李本瀛，香港氣象學家，物理學家，香港天文台前台長。

## 早年生涯
李本瀅博士出身於中產家庭，家中有六兄弟姊妹，他排行第三。自小對文藝、音樂及畫藝等有興趣。中文作家中最喜愛張愛玲，英文作家中最喜愛弗朗西斯·斯科特·菲茨杰拉德。除了文學，也喜愛古典音樂。李本瀅先後於同濟中學（幼稚園）、英皇書院和香港大學就讀，李本瀅讀中學時喜歡研究自然現象，提起了對物理學的興趣，於高中時選擇修讀理科。1970年，李本瀅升讀香港大學物理系一年級，與香港天文台前台長林超英為師兄弟，相差一年。李本瀅在升讀大學那年家道中落，父親生意失敗，交學費也成為經濟問題，後來他擔任幾份補習幫補家計和學費。在暑期時獲得同學介紹，到香港天文台擔任暑期工作，負責抄寫風暴位置等天氣圖資料，這些經驗令他對氣象感興趣，在香港大學物理系博士畢業後便應徵天文台科學主任。

## 公職生涯
李本瀅畢業後，兩度應徵天文台科學主任不果，先後當上中學教師及大東電報局（即電訊盈科前身）的電腦程序員。1979年8月，他成功應徵天文台科學主任。1988年1月，李本瀅獲晉陞為高級科學主任，設計了香港第一個自動雨量計及香港暴雨警告訊號。2000年11月，李本瀅晉陞為航空氣象服務科助理台長，擔任助理台長時，分別期任天文台四科助理台長。2008年9月1至10日，李本瀅於世界氣象組織從事顧問工作，為第二區區域協會（亞洲）草擬2008年後數年的策略計劃。

### 出任香港天文台台長
2009年4月6日開始，時屆天文台台長林超英展開退休前休假，由李本瀅擔任署理台長，由同年5月11日正式接任。。成為第十四任香港天文台台長。李本瀅正式接任天文台台長後不久，隨即在台長網誌指出熱帶氣旋警告的生效時數下降能減少對市民生活的干擾及提升社會效率。在他擔任台長的兩年間，天文台明顯較以往延遲發出一號戒備信號的時間。李本瀅任內，香港天文台科學主任以上的職級陸續步入退休期，青黃不接，天文台需要多次招聘人手。2010年5月10日，李本瀅出席世界氣象組織於上海舉辦的氣象服務與防災減災研討會，就科技在氣象服務和防災減災工作中的應用演講。

#### 2010年超強颱風鮎魚
2010年10月，過去近40年來實測風力最強的超強颱風鮎魚橫過菲律賓後進入南海，威脅華南沿岸當時在傳媒炒作之下，全港市民嚴陣以待，政府更罕有地高調舉行跨部門記者會來解釋政府的應變措施。然而，雖然鮎魚以強颱風的強度在10月19日早上闖進香港800公里範圍，但天文台仍然沒有像以往處理颱風或以上級別的熱帶氣旋時的做法，在熱帶氣旋進入800公里後盡快發出一號戒備信號，天文台等到20日下午4時35分才發出一號戒備信號，當時鮎魚位於香港東南偏南約570公里，並已轉向偏北方向移動，對廣東沿岸的威脅經已大增。當晚香港風勢增強，天文台一度需要提早在當晚考慮發出三號強風信號，後來改為翌日早上6時前發出三號信號。天文台在21日凌晨5時40分發出三號強風信號，當時鮎魚集結在香港之東南約480公里。
2011年4月13日，李本瀅於退休前最後一日在天文台工作，在接受電視台專門訪問中表示他在天文台的生涯中，每一個決定都是以科學為基礎。任內最深刻的事情是2010年的超強颱風鮎魚。4月14日，李本瀅卸任香港天文台台長，並由助理台長岑智明先生接任。
李出任台長期間坊間和網絡盛傳「李氏力場」的講法，令人懷疑有天文台對於發出熱帶氣旋警告有商業考慮，只會在辦公時間外發信號，李本瀅最終以《何時才會發出一號戒備信號》為題發表千字網誌，引用科學數據回應外界批評。

## 退休生活
2013年3月，李本瀅接受《公務員通訊》訪問時，表示已經將其一半退休金捐出作慈善用途，並表示他不求物質財富，覺得生命已經為我們免費提供了最美好的東西。退休後，李本瀅自學西班牙文，又重新練習鋼琴，於網誌上評論音樂。
2017年5月，李本瀅以《香港輸出霧霾？》為題撰文反駁中國全國政協副主席、時任香港特首梁振英的言論，指香港污染物會被南風吹至廣東等地，連累中國內地有霧霾的說法，直指有關說法難獲得支持，斥責「政府不重科學，欠科學常識」。
| 前任： 林超英 | 香港天文台台長 2009年5月11日－2011年4月14日 | 繼任： 岑智明 |